# Танана
Танана (енгл. Tanana River) је река која протиче кроз САД. Дуга је 940 km. Протиче кроз америчку савезну државу Аљаску. Улива се у Јукон.